# Martin Lister
Martin Lister (Buckingham, 1639 – 2 de febrero de 1712) fue médico ordinario de Ana, reina de Inglaterra, y aunque famoso en el arte de curar, no pudo detener el curso de la enfermedad que le condujo a la muerte a principios del siglo XVIII.

## Obra
Escribió sobre historia natural. Sus libros más conocidos son: 
- Historice sive Synopsis concliyliorum libri IV cum appendice, Londres, 1685 a 1693, cinco tomos en folio.
- Exercitatio anatomica de buccinis fluviatilibus el marinis cum exercitatione de variolis, 1695 , en 8°.
- Viage a París, en inglés, Londres, 1699, en 8°.
- Tractatus de arancis et de cochleis Angliæ; accedit tractatus de lapidibus ejusdem insulæ ad cochlearum quandam imaginem figuratis, 1678, en 4°.
- De Morbis chronicis dissertatio.
- Exercitatio anatomica de cochleis, maxime terrestribus et limacibus, 1678, en 4°.
- Una edición del tratado de Apicio: De opsoniis et condimentis, 1709, en 8°.
- Exercitaciones et descriptiones thermarum ac fontium Angliæ, en 12°.